# Порета Терме
Порѐта Тѐрме (на италиански: Porretta Terme, на местен диалект Puratta, Пурата) е градче и Северна Италия, община Алто Рено Терме, провинция Болоня, регион Емилия-Романя. Разположено е на 393 m надморска височина.